# Святая Марьям (телесериал)
«Свята́я Марья́м» (перс. مریم مقدس‎) — иранский исторический телесериал авторства сценариста и режиссёра Шахрияра Бахрани, транслировавшийся в 2001 году на канале IRIB TV2. Рассказывает историю жизни коранической Марьям (Дева Мария), мать пророка Исы (Иисус Христос), и полностью соответствует исламскому взгляду на его рождение. Телесериал стал победителем в номинации «Лучший игровой фильм» на Международном фестивале мусульманского кино «Золотой Минбар».

## Сюжет
История начинается, когда евреи ждали рождения Мессии после того, как Имран сказал им перед смертью, что Аллах дал ему благую весть о том, что у него будет сын, который исцелит слепых и прокажённых, оживит мёртвых и спасёт их от смерти, мучения и болезней в то время и многие враги ждали его, чтобы убить его. Однако на свет появилась девочка и её мать Ханна назвала её Марьям, что означает «служащая Аллаху». В юном возрасте её отдают в храм с поручением пророка Закарии и до 16 лет она проводит время в молитвах и служении Всевышнему Аллаху. Но затем с Марьям произошло чудо, к ней явился архангел Джибриль и объявил, что она родит ребёнка, непорочно зачатого по воле Аллаха. Царь Ирод, который чувствует себя неуверенно по поводу рождения ребёнка, приказывает убить младенца, но младенец рождается и пугает всех, разговаривая в колыбели.

## В ролях
| Актёр                       | Роль               | Примечание                        |
| --------------------------- | ------------------ | --------------------------------- |
| Шабнам Голихани             | Марьям 16-летняя   | дочь Имрана, мать пророка Исы     |
| Парвиз Пурхосейни           | Закарийя           | пророк Аллаха, отец пророка Яхьи  |
| Мохаммад Касеби             | Ясакар             | главный священник храма Сулеймана |
| Марьям Разави               | Марьям 6-летняя    | Марьям в детстве                  |
| Хоссейн Яри                 | Натан              | священник, бывший ученик Закарии  |
| Джафар Дехган               | Ирод I Великий     | иудейский царь                    |
| Мохсен Зехтаб               | Ербоам             | священник                         |
| Мехди Фагих                 | Седекия            | священник                         |
| Роя Теймурян                | Ханна              | мать Марьям, жена Имрана          |
| Ширин Бина                  | Элизабет           | жена Закарии, сестра Ханны        |
| Захра Саиди                 | Ханна              | дочь Фануила, проповедница        |
| Мохаммад Пурсаттар          | Хеллаль            | главный священник храма           |
| Фахреддин Седдиг Шариф      |                    | персидский астролог               |
| Реза Таваколи               | Дауд               | друг Закарии                      |
| Мансур Хаки                 | Периклис           | командующий римской армией        |
| Маржан Ширмохаммади         | Мирьям             | жена Ирода                        |
| Афсана Насери               | Эстер              | жена Ясакара                      |
| Аболфазл Шахкарам           | Эфраим             | священник                         |
| Мандана Нируманд            | Дебора (Саломея I) | сестра Ирода                      |
| Реза Азими                  | Михаил             | священник                         |
| Курош Тахами                | Юсуф               | обручник Марьям                   |
| Мохаммад Реза Багери        | Арон               | священник                         |
| Андише Фуладванд            | Голда              | жена Ербоама                      |
| Мохаммад Ибрахим Хари       | Яхоякин            | друг Закарии                      |
| Шахрам Али Шарифи           | Ариэль             | священник                         |
| Сирус Сабер                 |                    | советник Ирода                    |
| Ашкан Парса                 | Юсуф в молодости   | обручник Марьям                   |
| Мохаммад Хоссейн Заваркааба | Балаам             | священник                         |
| Реза Разави                 | Антипатр           | сын Ирода                         |
| Зехир Яри                   | Джибриль           | ангел откровений                  |
| Махтаб Керамати             | Сарафина           | жена Периклиса                    |

## Производство
В телесериале сыграли более 90 актёров.

## Номинация
Парвиз Пурхоссейни получил почётный диплом за лучшую мужскую роль на 19-м кинофестивале «Фаджр» за исполнение роли пророка Закарии.

## Саундтрек
Музыку исполняет «Тегеранский симфонический оркестр» — Маджид Энтезами:
1. Without Her (2:50)
2. Saint Mary-Main Title (3:46)
3. The Nightmare (3:43)
4. Zachariah (3:06)
5. The Birth (1:02)
6. Passion to Meet (1:35)
7. The Sacrifice of Issachar (1:38)
8. Mother's Prayer-End Credits (6:17)
9. Jerusalem (3:09)
10. Joachim’s Girl (4:29)
11. The Temple’s Acceptance (1:55)
12. A Place for Mary (2:14)
13. The Last Pen (1:42)
14. The Cabin (2:08)
15. The Moment of Separation (2:15)
16. Mary, Pt. 1 (1:15)
17. Entering the Temple (1:52)
18. Mary, Pt. 2 (1:30)
19. The Cries of Mary (1:34)
20. Longing for Mary (3:36)
21. The Prison (1:28)
22. Mary's Loneliness (3:00)
23. Anne (1:15)
24. Mary and Elizabeth (1:39)
25. Bitter Tongues (2:29)
26. The Feast from Heaven (Maedeh) (3:34)
27. Entering Qods (3:28)
28. The Miracle of Zachariah (2:35)
29. The Annunciation of John’s Birth (4:31)
30. The Weak Servant (2:55)
31. Praise (1:26)
32. Mary's Journey (3:03)
33. I Jesus, the Messiah (4:31)
34. Saint Mary-Main Theme Reprise (2:55)
35. The Last Pen-Alternate Version (2:42)
36. Mary, Pt. 1-Alternate Version (1:13)
37. The Cries of Mary-Alternate Version (1:33)